# Safwan Khalil
Safwan Khalil (* 15. Mai 1986 in Tripolis, Libyen) ist ein australischer Taekwondoin. Er startet in der Gewichtsklasse bis 58 Kilogramm.
Khalil wird von seinem Bruder Ali am Global Martial Arts Centre in Sydney trainiert. Seine ersten internationalen Titelkämpfe im Erwachsenenbereich bestritt er bei der Weltmeisterschaft 2005 in Madrid, wo er das Achtelfinale erreichen konnte. Im gleichen Jahr wurde er in Sydney erstmals Ozeanienmeister. Weitere Erfolge blieben in den folgenden Jahren zunächst aus. Erst im Jahr 2011 machte Khalil wieder auf sich aufmerksam. Bei der Universiade in Shenzhen gewann er in der Klasse bis 58 Kilogramm die Goldmedaille, er holte damit den ersten Sieg eines australischen Taekwondoin bei einer Universiade. In Nouméa gewann er schließlich das ozeanische Olympiaqualifikationsturnier und sicherte sich die Teilnahme an den Olympischen Spielen 2012 in London. Dort unterlag er Alexei Denissenko im Kampf um die Bronzemedaille.
Khalil ist mit Carmen Marton liiert, ebenfalls Taekwondoin und Olympiateilnehmerin in London.